# Igboština
Igboština nebo také iboština je jazyk, kterým mluví kolem 18 miliónů příslušníků etnika Igbo v Nigérii. Celkový počet mluvčích je kolem 20-35 miliónů. Jazyk je používán hlavně v provincii Biafra. Igbo je tónový jazyk obdobně jako jorubština nebo čínština.

## Příklady

### Číslovky
| Igbošsky | Česky |
| otu      | jeden |
| abụọ     | dva   |
| atọ      | tři   |
| anọ      | čtyři |
| ise      | pět   |
| isii     | šest  |
| asaa     | sedm  |
| asatọ    | osm   |
| itolu    | devět |
| iri      | deset |

## Příklady igboštiny
- Ya dịkwara gị mma! – Hezký den!
- Echiche gị amaka. (Ečiče gi amaka) – To je skvělý nápad.
- Ana m amụ maka Bayịlọjị. – Studuji biologii.
- Ị ma maka Bịọlọgị ọfụma? – Jsi dobrý v biologii?
- E-e, ama m ọfụma. – Jo, jsem dobrý.
- Daalụ maka enyemaka g̣! – Děkuji za pomoc!
- Iroopu – Evropa
- Ọsụleria – Austrálie
- Sawụtụ Afrịka – Jižní Afrika
- osisi – rostlina, rostliny
- ḿkpụ́rụ́-ákụ́kụ́ – semeno, semena

## Vzorový text
Otče náš (modlitba Páně):
Nna-ayi Nke bi n'elu-igwe,
Ka edo aha-Gi nsọ
Ka-ala-eze-Gi bia. Ka eme ihe nāchọ,
dika esi eme ya n'elu-igwe,
ka eme kwa otú ahu n'uwa.
Nye ayi nri ta nke
gēzuru ayi n'ubọchi ta.
B¸aghara kwa ayi ugwọ nile ayi ji,
dika ayi onwe-ayi
b¸agharawo-kwa-ra ndi ji ayi ugwọ.
Ewebàla ayi nime ọnwunwa,
kama dọputa ayi n'aka ajọ onye ahu.

### Všeobecná deklarace lidských práv
| igbosky | A mụrụ mmadụ nile n'ohere nakwa nha anya ugwu na ikike. E nyere ha uche na mmụọ ime ihe ziri ezi nke na ha kwesiri ịkpaso ibe ha agwa n'obi nwanne na nwanne. |
| česky   | Všichni lidé se rodí svobodní a sobě rovní co do důstojnosti a práv. Jsou nadáni rozumem a svědomím a mají spolu jednat v duchu bratrství.                    |